# جلان داي
جلان داي (بالإنجليزية: Glen Day)‏ هو لاعب غولف أمريكي، ولد في 16 نوفمبر 1965 في موبيل في الولايات المتحدة.

## وصلات خارجية
- جلان داي على موقع رابطة لاعبي الغولف المحترفين (الإنجليزية)
- جلان داي على موقع رابطة اليابان للاعبي الغولف المحترفين (الإنجليزية)
- جلان داي على موقع التصنيف العالمي الرسمي للغولف (الإنجليزية)